# چرو مجوره
چرو مجوره (به ایتالیایی: Cerro Maggiore) یک کومونه در ایتالیا است که در استان میلان واقع شده‌است. چرو مجوره ۱۰٫۲ کیلومتر مربع مساحت و ۱۴٬۲۳۰ نفر جمعیت دارد.

## خواهرخوانده
شهر باد نوی‌اشتات آن در زاله خواهرخواندهٔ چرو مجوره هست.